# Matti Pulkkinen
Matti Pulkkinen, född den 1 maj 1944 i Nurmes, död den 16 maj 2011, var en finländsk författare.
Pulkkinen hade prövat på många olika yrken, innan han 1978 slog sig ned som fri författare i Tavastehus. Han debuterade 1977 med romanen Ja pesäpuu itki (svensk översättning Och den granen grät, 1979), som på ett psykologiskt djupsinnigt sätt skildrade brytningstiden i det finländska samhället efter andra världskriget. Efter framgången med sitt första verk utgav Pulkkinen år 1980 romanen Elämän herrat (svensk översättning Livets herrar, 1981), där han rör sig bland människor i dagens Finland. Med romanen Romaanihenkilön kuolema (1985) förenar Pulkkiinen fiktion, fakta och samhällskritik på ett närmast kaotiskt sätt. Han utgår från det självbiografiska, men vidgar perspektivet till att omfatta hela den mänskliga kulturen med rötter i Afrika. Hans kritik mot västerländskt biståndsarbete utlöste häftig debatt. Moraliska frågeställningar dominerar i Ehdotus rakkausromaaniksi (1992), som innebar författarens återkomst efter en svår sjukdom.